# 论体育精神
论体育精神是作家乔治·奥威尔于1945年撰写的一篇文章。文章在该年年底首发于杂志《先驱》，讨论了体育比赛的政治意义及其激发极端民族主义的潜力。奥威尔通过分析1945年苏联迪纳摩足球队在英国的巡回赛，批评了体育赛事并未促进友谊，反而加剧了国家间的敌对情绪。他认为，体育比赛是“没有战火和硝烟的战争”，充斥着仇恨和暴力。奥威尔还批评了体育的商品化及其带来的民族情绪，并建议减少对体育比赛的过度期望。这篇文章因其“没有战火和硝烟的战争”这一隐喻而广为人知，这一短语被引用于多部作品中。

## 背景与发行
1945年，奥威尔在紧随同年出版的《动物庄园》后写下了论体育精神。奥威尔此前的文章并未广泛涉及体育题材，这篇文章则提出了观点，认为体育比赛有着政治意义，是一种能够唤起极端民族主义情感的工具。文章通过1945年迪纳摩足球队在英国参加巡回访问赛的事例，表达了奥威尔个人对苏联斯大林政权的敌视态度。这次的巡回访问赛被认为是第二次世界大战盟军胜利以来的一次突破。巡回赛被英国人视为一种在铁幕下进行体育运动的机会，但在苏联方面，斯大林及苏联秘密警察首领、该足球俱乐部的赞助人拉夫连季·贝利亚与球队成员会面，强调一定要击败资本主义对手。
1945年12月14日，文章发布在杂志《先驱》上。1950年，文章被收录在奥威尔的文集《射象与其它文章》（Shooting an Elephant and Other Essays）中。

## 内容梗概
奥威尔在他的文章开头批评了迪纳摩足球队刚刚结束的英国巡回赛，认为此次巡回赛加剧了苏联与英国之间的敌对情绪。他特别提到，在巡回访问赛中，迪纳摩队与阿森纳队的球员们发生了冲突，而与流浪者队的比赛更是变成了“全武行”，最终迪纳摩队突然中止了巡回访问赛。他总结认为，体育赛事并没有带来友谊，而是加深了敌意，视角则取决于个人的政治立场。
奥威尔明确表示，体育并没有增进国家之间的友谊。他以1936年柏林夏季奥运会为例，说明大型国际赛事并未带来友谊，反而引发了“不共戴天的仇恨”。他批评了各类体育活动中存在的过度竞争，并举出了1921年澳大利亚板球队在英格兰的争议做法，还有足球和拳击比赛中的暴力现象等例子。他指出，许多新兴国家竞技赛事中的民族主义行为和暴力问题常常需要动用警察来控制。
奥威尔谈到体育的演变，指出民族竞争的概念是相对较新的。他批评了像英国和美国这样的国家，将体育活动商品化以吸引观众，从而引发激烈的民族情绪。他认为，国家间的传统竞争对手进行比赛只会加剧敌意。最后，他建议，英国应向苏联派遣一支“二流”球队，而不是鼓励年轻人在观众的欢呼声中“互相飞铲对方的胫骨”。

## 反响
这篇文章因奥威尔将国际体育比赛描述为“没有战火和硝烟的战争”（war minus the shooting）而闻名，这个短语后来被用作体育的隐喻，并在流行媒体中用来形容引发极端民族主义和民族自豪感的行为。许多作品均引用了奥威尔的这一短语。1996年，迈克·马库希根据他1996年板球世界杯期间在印度次大陆的见闻，撰写了一本名为“没有战火和硝烟的战争”的书籍。2006年，克里斯多福·戴克（Christopher Dyck）在他探讨体育在塞拉利昂基层和平建设中作用的著作《奥林匹克主义还是“没有战火和硝烟的战争”？》（Olympism or "War Minus the Shooting"?）中亦引用了这个短语作为书名。电视方面，1969年，英国广播公司纪录片系列《现场》中的一集亦名为“没有战火和硝烟的战争”。